# Hexatoma (Eriocera) mitra
Hexatoma (Eriocera) mitra is een tweevleugelige uit de familie steltmuggen (Limoniidae). De soort komt voor in het Oriëntaals gebied.